# Южен гигантски буревестник
Южен гигантски буревестник (Macronectes giganteus) е вид птица от семейство Procellariidae.

## Разпространение и местообитание
Разпространен е в Австралия, Антарктида, Аржентина, Бразилия, Мадагаскар, Мозамбик, Намибия, Нова Зеландия, Норфолк, Перу, Света Елена, Възнесение, Тристан да Куня, Уругвай, Фолкландски острови, Френски южни и антарктически територии, Хърд и Макдоналд, Чили, Южна Африка и Южна Джорджия и Южни Сандвичеви острови.